# Antoine-Jean Gros
Antoine-Jean Gros, baron Gros (Parijs, 16 maart 1771 – Meudon, 25 juni 1835), was een Frans kunstschilder, werkend in de traditie van het heersende neoclassicisme, maar met een hang naar de romantiek. Hij vervaardigde portretten en historische taferelen, met name de veldslagen en overwinningen van Napoleon Bonaparte, waarmee hij grote faam verwierf.
Gros was een zoon van de miniatuurschilder Jean-Antoine Gros. Hij leerde al op jeugdige leeftijd tekenen. Al in 1785 werd hij leerling van Jacques-Louis David, met wie hij bevriend raakte en die hem sterk beïnvloedde. In 1787 ging hij naar de Parijse École de L'Académie de Peinture. Het vak gaf hij later door aan kunstenaars als Dominicus Franciscus du Bois.
In 1793 ontvluchtte Gros met hulp van David de troebelen van de aan de gang zijnde Revolutie. Hij ging naar Italië, waar hij verbleef in Genua en enige tijd in Florence. Hij bestudeerde er het werk van onder meer Anthony van Dyck en Peter Paul Rubens. In Genua ontmoette hij Joséphine de Beauharnais, de vrouw van Napoleon. Zij bracht hem in contact met de aanstaande keizer, die hem de opdracht gaf voor wat zijn eerste grote werk zou worden: Bonaparte bij de brug van Arcole. Het (geromantiseerde) werk viel zeer in de smaak bij Napoleon en deze gaf hem de functie van 'inspecteur aux revues', waardoor hij Napoleon kon volgen op zijn veldtochten en tevens kunstwerken kon selecteren voor opname in het Louvre.
In 1802 kreeg hij de prijs voor de schilderkunst voor zijn werk Slag bij Nazareth. Het werk Bonaparte bij de pestlijders van Jaffa werd tentoongesteld in de Salon van 1804 en bezorgde hem veel succes. Het hier afgebeelde werk over de slag bij Eylau bezorgde hem de functie van portrettist van de keizerlijke familie. In 1811 kreeg hij de opdracht de koepel van het Panthéon te beschilderen. Dit werk voltooide hij pas in 1824.
Na de val van Napoleon nam Gros de studio van de uitgeweken David over. Hij werd hofschilder van de Bourbons, die na de val van de keizer in ere waren hersteld. Hij verwierf daarbij de titel van baron. Zijn romantische touch verruilde hij voor de klassieke van David. Afgezien van enkele opvallende portretten, schilderde hij nog mythologische taferelen en grote werken als de beschildering van het plafond in de Egyptische kamer in het Louvre (1824).
Als gevolg van toenemende kritiek, ook van David, geraakte Gros in een depressie en uiteindelijk pleegde hij zelfmoord door zich te verdrinken in een zijrivier van de Seine.

## Externe links

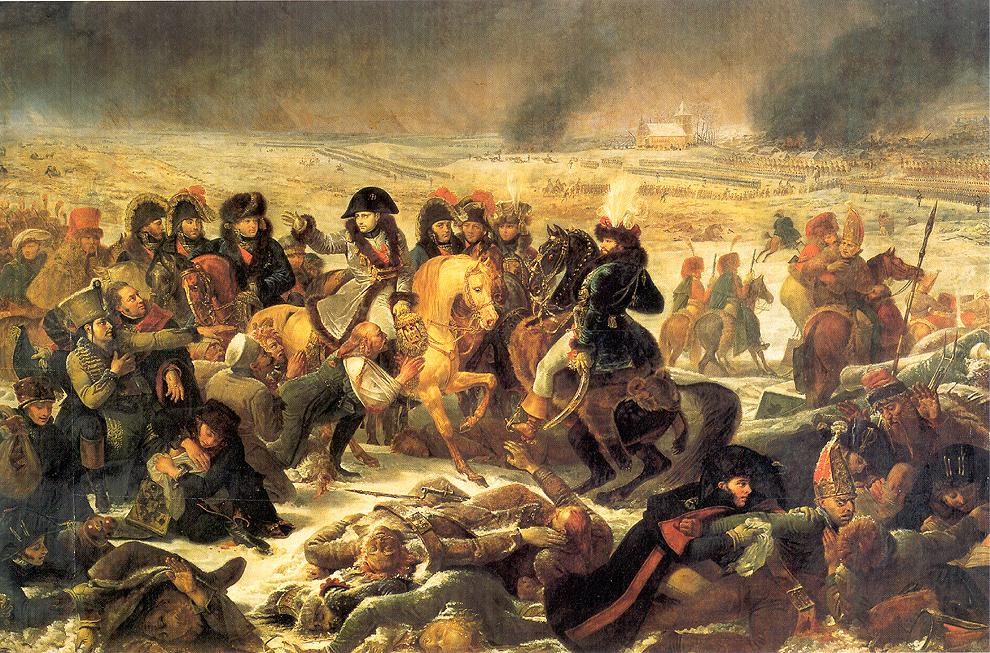
Napoleon op het slagveld van Eylau, olieverf op doek, 521×784 cm, 1808, Louvre, Parijs
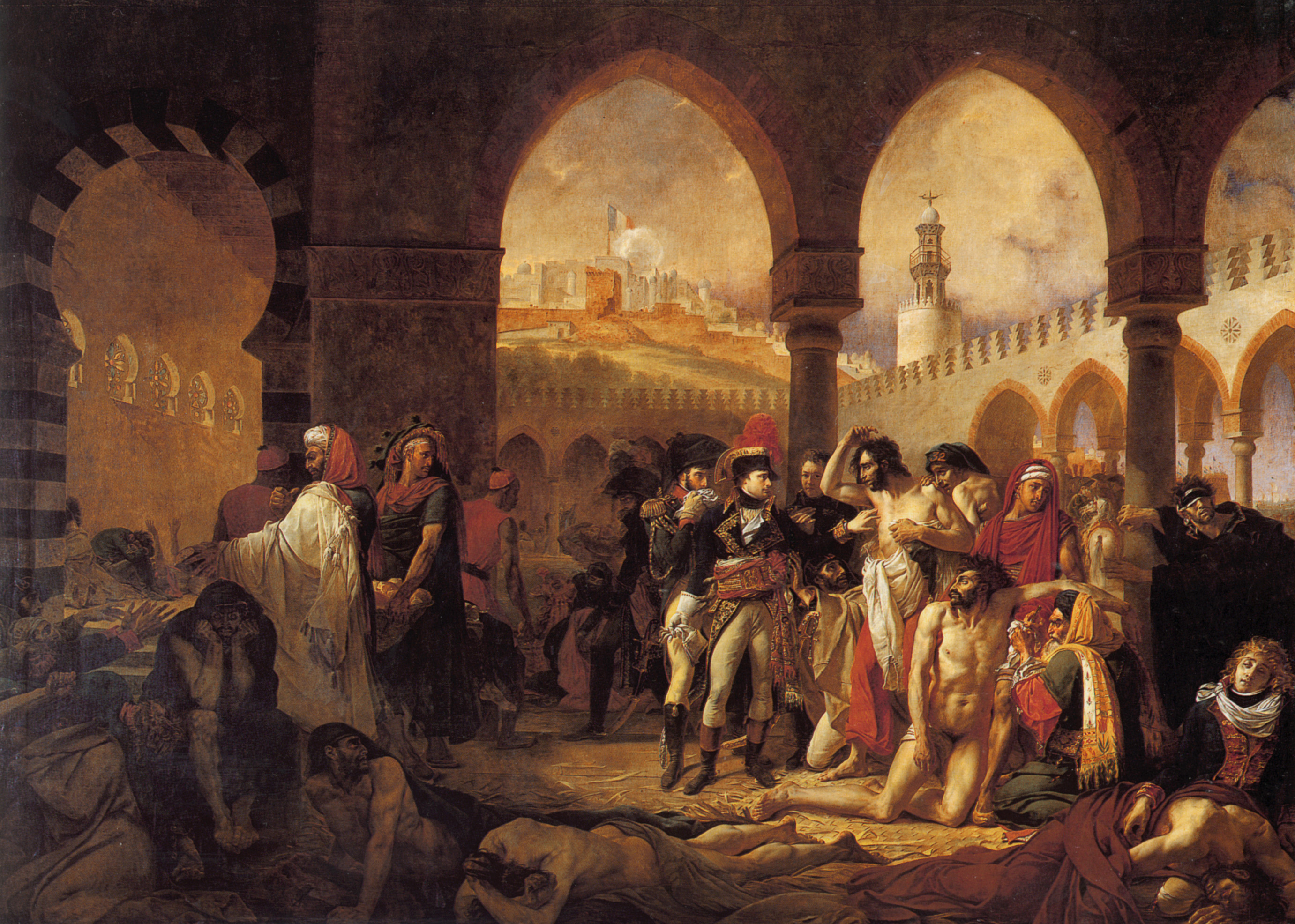
Bonaparte bij de pestlijders van Jaffa, 1804, Louvre, Parijs